# Mireasa, Constanța
Mireasa este un sat în comuna Târgușor din județul Constanța, Dobrogea, România. În trecut, satul Mireasa  se numea Ghelengic/ Cheia/ Gelincik. La recensământul din 2002 avea o populație de 372 locuitori.